# Pyrenestes minor
La estrilda piquigorda chica (Pyrenestes minor) es una especie de ave paseriforme de la familia Estrildidae propia del este de África. 

## Distribución
Se encuentra en el este de África, distribuida por Malawi, Mozambique, Tanzania y Zimbabue. Se estima que se extiende por una superficie total de unos 410.000 km².